# Agustín Delgado
Pour les articles homonymes, voir Delgado.
Agustín Javier Delgado Chalá, né le 23 décembre 1974 à Ibarra, est un footballeur international équatorien évoluant au poste d'attaquant du début des années 1990 au début des années 2010.
Attaquant profilique, Tín passe la majorité de sa carrière dans son pays natal avec des passages au Mexique et en Angleterre. Il est le co-meilleur buteur de la sélection équatorienne, avec Enner Valencia.

## Biographie
Originaire d'El Juncal au Nord du pays, Delgado commence sa carrière comme défenseur central à Espoli, le club de l'école de Police de sa ville natale. Il est rapidement repositionné en attaque où sa puissance, sa vitesse et son jeu de tête font merveille. Il n'a que 19 quand il débute en équipe nationale face à Pérou en août 1994.
Son passage au club mexicain de Necaxa (1998-2001) est un déclic dans sa carrière. Il brille lors du Championnat du monde des clubs 1999, notamment contre le Real Madrid, et signe à Southampton fin 2001, devenant le premier équatorien de Premier League. Dans le même temps, l'Équateur se qualifie pour sa première Coupe du monde en 2002 dont il finit meilleur buteur des éliminatoires sud-américain à égalité avec l'Argentin Crespo (9 buts).
En juin 2002, le sélectionneur Hernán Darío Gómez annonce qu'Agustin Delgado est retenu dans la liste des 23 joueurs pour jouer la Coupe du monde 2002 au Japon.
Il est le symbole de son équipe, le moteur, le guide de sa sélection et également le meilleur buteur de l'histoire de son pays avec 31 buts. Ils ont réussi l'exploit de battre le Brésil lors des éliminatoires. Il a porté les Condors équatoriens à la troisième place de la zone de qualification sud-américaine derrière les deux géants l'Argentine et le Brésil. Grâce notamment à deux belles victoires contre ces deux pays dans leur stade de Quito perché à près de 3000 mètres d'altitude.
Quatre ans plus tard, il est de nouveau convoqué par Luis Fernando Suárez pour participer à la Coupe du monde 2006 en Allemagne avec l'Équateur. Il a pris sa retraite internationale après celle-ci où la sélection équatorienne fut éliminée en huitièmes de finale par l'Angleterre (1-0).
En novembre 2019, Delgado est rejoint par Enner Valencia pour son record de buts en sélection.

## Clubs successifs
- 1996-1997 : El Nacional ( Équateur)
- 1997-1998 : Barcelona SC ( Équateur)
- 1998 : Cruz Azul FC ( Mexique)
- 1998-1999 : Barcelona SC ( Équateur)
- 1999-2001 : Club Necaxa ( Mexique)
- 2001-2004 : Southampton FC ( Angleterre)
- 2004 : SD Aucas ( Équateur)
- 2005 : Pumas UNAM ( Mexique)
- 2005-2006 : Barcelona SC ( Équateur)
- 2006-2009 : LDU Quito ( Équateur)
- 2009 : Emelec ( Équateur)
- 2010 : Club Deportivo Valle del Chota ( Équateur)

## Statistiques

### En sélection nationale
| Saison                | Sélection             | Phases finales        | Phases finales | Phases finales | Phases finales | Éliminatoires CDM | Éliminatoires CDM | Éliminatoires CDM | Matchs amicaux | Matchs amicaux | Matchs amicaux | Total | Total | Total |
| Saison                | Sélection             | Compétition           | M              | B              | Pd             | M                 | B                 | Pd                | M              | B              | Pd             | M     | B     | Pd    |
| --------------------- | --------------------- | --------------------- | -------------- | -------------- | -------------- | ----------------- | ----------------- | ----------------- | -------------- | -------------- | -------------- | ----- | ----- | ----- |
| 1994-1995             | Équateur              | Copa América 1995     | -              | -              | -              | -                 | -                 | -                 | 3              | 0              | 0              | 3     | 0     | 0     |
| 1996-1997             | Équateur              | Copa América 1997     | 2              | 0              | 0              | 5                 | 2                 | 1                 | 5              | 3              | 0              | 12    | 5     | 1     |
| 1998-1999             | Équateur              | Copa América 1999     | 2              | 0              | 0              | -                 | -                 | -                 | 5              | 2              | 0              | 7     | 2     | 0     |
| 1999-2000             | Équateur              | -                     | -              | -              | -              | 6                 | 1                 | 2                 | 2              | 2              | 0              | 8     | 3     | 2     |
| 2000-2001             | Équateur              | Copa América 2001     | 3              | 2              | 0              | 6                 | 7                 | 0                 | 1              | 0              | 0              | 10    | 9     | 0     |
| 2001-2002             | Équateur              | Coupe du monde 2002   | 3              | 1              | 1              | 4                 | 1                 | 0                 | 2              | 1              | 0              | 9     | 3     | 1     |
| 2003-2004             | Équateur              | Copa América 2004     | 3              | 2              | 0              | 3                 | 2                 | 0                 | 2              | 0              | 0              | 8     | 4     | 0     |
| 2004-2005             | Équateur              | -                     | -              | -              | -              | 6                 | 1                 | 2                 | 1              | 0              | 0              | 7     | 1     | 2     |
| 2005-2006             | Équateur              | Coupe du monde 2006   | 3              | 2              | 1              | 2                 | 2                 | 0                 | 2              | 0              | 0              | 7     | 4     | 1     |
| 2011-2012             | Équateur              | -                     | -              | -              | -              | -                 | -                 | -                 | 1              | 0              | 0              | 1     | 0     | 0     |
| Total sur la carrière | Total sur la carrière | Total sur la carrière | 16             | 7              | 2              | 32                | 16                | 5                 | 24             | 8              | 0              | 72    | 31    | 7     |